# Francisco Javier Fernández

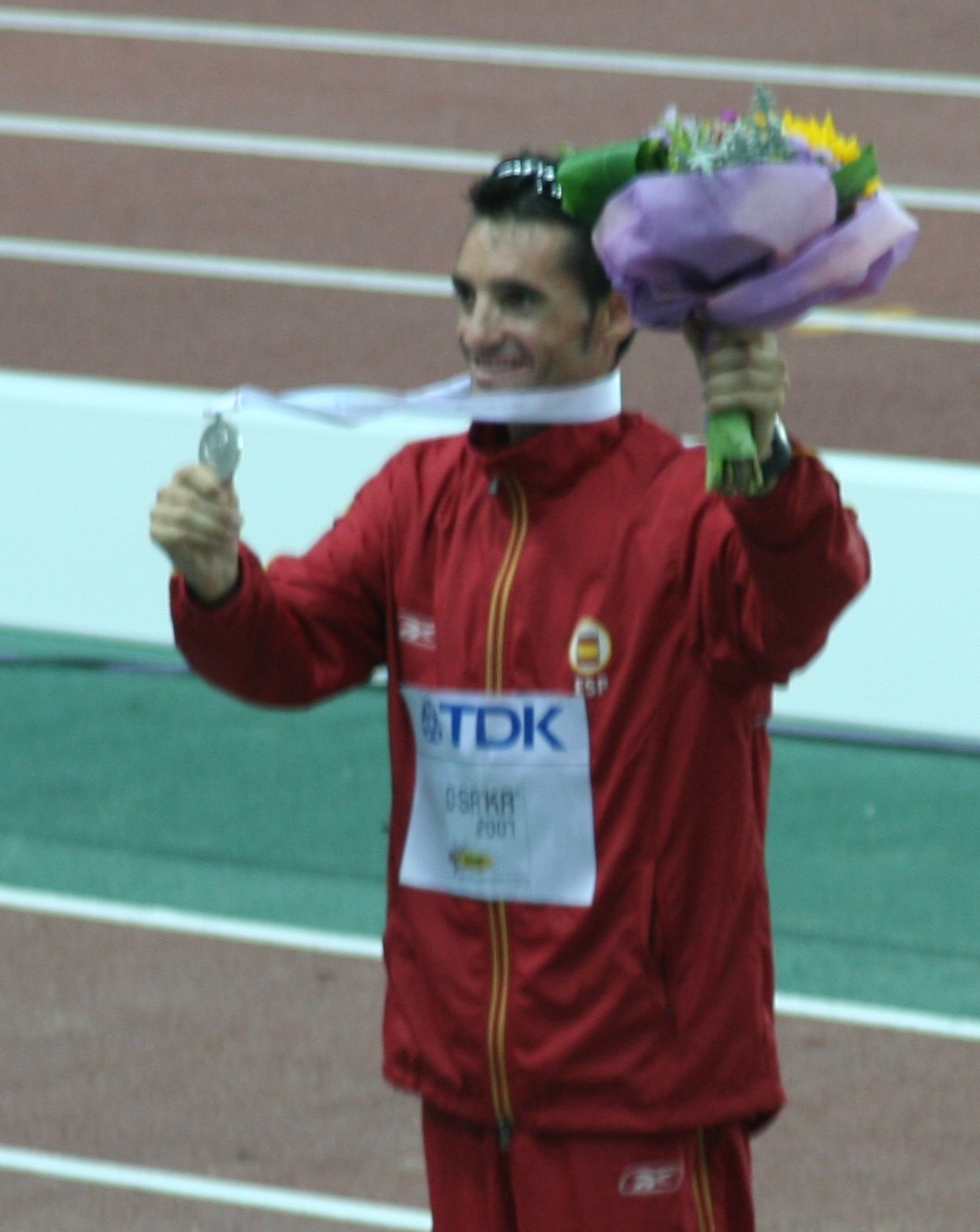
Fernández bei den Weltmeisterschaften 2007

Francisco Javier Fernández, mit Kurznamen Paquillo Fernández, (* 3. März 1977 in Guadix) ist ein spanischer Geher.

## Leben
Der Juniorenweltmeister von 1996 gewann bei den Europameisterschaften 1998 in Budapest Bronze im 20-km-Gehen. Bei den Olympischen Spielen 2000 in Sydney wurde er Siebter über 20 km, und bei den Europameisterschaften 2002 in München errang er Gold über dieselbe Distanz.
Sowohl bei den Weltmeisterschaften 2003 in Paris/Saint-Denis wie auch bei den Olympischen Spielen 2004 in Athen und den Weltmeisterschaften 2005 in Helsinki gewann er die Silbermedaille.
Bei den Europameisterschaften 2006 in Göteborg verteidigte er seinen Titel, und bei den Weltmeisterschaften 2007 in Osaka holte er erneut die Silbermedaille. 2008 wurde er bei den Olympischen Spielen in Peking Siebter und bei den Weltmeisterschaften ein Jahr später in Berlin schied er aus.
Im November 2009 zerschlug die spanische Polizei einen Dopingring und fand auch Dopingmittel bei Fernández. Er legte ein Geständnis ab und wurde für zwei Jahre gesperrt.
Francisco Javier Fernández hat bei einer Größe von 1,75 m ein Wettkampfgewicht von 65 kg.

## Persönliche Bestleistungen
| Disziplin          | Leistung     | Datum          | Ort                    |
| ------------------ | ------------ | -------------- | ---------------------- |
| 5000 m Bahngehen   | 18:27,34 min | 8. Juni 2007   | Villeneuve-d’Ascq      |
| 10.000 m Bahngehen | 37:53,09 min | 27. Juli 2008  | Santa Cruz de Tenerife |
| 10 km Gehen        | 37:52 min    | 8. Juni 2002   | Krakau                 |
| 20 km Gehen        | 1:17:22 h    | 18. April 2002 | Turku                  |

## Leistungsentwicklung
| Jahr | 10 km Gehen (in min) | 20 km Gehen (in h) |
| ---- | -------------------- | ------------------ |
| 1997 | -                    | 1:21:59            |
| 1998 | -                    | 1:20:31            |
| 1999 | -                    | 1:21:55            |
| 2000 | -                    | 1:18:56            |
| 2001 | 38:02                | 1:19:47            |
| 2002 | 37:52                | 1:17:22            |
| 2003 | 38:38                | 1:18:00            |
| 2004 | 38:33                | 1:19:19            |
| 2005 | 38:45                | 1:17:52            |
| 2006 | 38:12                | 1:18:31            |
| 2007 | 38:25                | 1:18:50            |
| 2008 | 38:28                | 1:18:15            |